# Mircea Anca
Mircea Anca (n. 10 iunie 1960, Fărcașa, Maramureș – d. 28 noiembrie 2015, București) a fost un actor și regizor român.
A absolvit Institutul de Artă Teatrală și Cinematografică I. L. Caragiale, București, specializarea Actorie, promoția 1989, clasa profesor Sanda Manu, Adriana Popovici, continuată cu specializarea Regie de Teatru, promoția 2003, clasa profesor Cătălina Buzoianu. A fost actor al Teatrului Național București și profesor de actorie la Facultatea de Arte din cadrul Universității Hyperion din București.

## Filmografie
- Moromeții (1987)
- Cale liberă (1987)
- Maria și marea (1989)
- Dragoste pierdută (2008)
- Băieți buni (serial) (2005)
- Poveste neterminată (2003)
- Patul lui Procust (2001)
- Căpitanul Conan (1996)
- Passion Mortelle (1996)
- Polul Sud (1993)
- Hotel de lux (1992)
- Balanța (1992)
- Kilometrul 36 (1989)
- Rezerva la start (1988)

## Roluri la Teatrul Național
- Contele de Salisbury – „Eduard al III-lea” de William Shakespeare, regia Alexandru Tocilescu, 2008
- Grigore Ruscanu - „Jocul ielelor” de Camil Petrescu, regia Claudiu Goga, 2007
- Moș Neagu - „Apus de Soare” de Barbu Ștefănescu Delavrancea, regia Dan Pița, 2004
- Sangoro - „Amanții însângerați” de Chikamatsu Monzaemon, regia Alexandru Tocilescu, 2001
- Doctorul - „Țăranul Baron” de Ludwig Holberg, regia Lucian Giurchescu, 2000
- Ulise - „Filoctet” de Sofocle, regia Andreea Vulpe, 2000
- Funcționarul - „Machinal” de Sophie Treadwell, regia Alexander Hausvater, 2000
- Regele Poloniei - „Regele și cadavrul” de Vlad Zografi, regia Andreea Vulpe, 1999
- Inspectorul - „Roberto Zucco” de Bernard Marie Koltes, regia Felix Alexa, 1995
- Montague - „Romeo și Julieta” de William Shakespeare, regia Beatrice Bleonț, 1994
- Ion Amaru - „Morișca” de Ion Luca, regia George Motoi, 1991 - 1992
- XX - „Emigranții” de Slawomir Mrozek, regia Vlad Stănescu, 1992 - 1993
- Michel - „Părinții teribili” de Jean Cocteau, regia Andreea Vulpe, 1992 - 1993
- Harap-Alb - „Harap-Alb” de Radu Ițcus după Ion Creangă, regia Grigore Gonța, 1991 - 1992
- Locotenent Gratze - „Avram Iancu” de Lucian Blaga, regia Horea Popescu, 1991
- Toffolo - „Gâlcevile din Chioggia” de Carlo Goldoni, regia Dana Dima
- Chirița, Un străin - „Patrihoții” după Vasile Alecsandri, regia Mihai Manolescu, 1991
- Bărbat șezând lângă femeia în picioare - „Mașinăria Hamlet” de Heiner Müller, regia Robert Wilson, Ann-Christin Rommen, 1991
- Harry Brewer - „Cine are nevoie de teatru?” de Timberlake Wertenbaker, regia Andrei Șerban, 1991
- Oreste - „O Trilogia Antică” după Euripide și Seneca, regia Andrei Șerban, 1990
- Toni - „Un anotimp fără nume” de Sorana Coroamă Stanca, regia Sanda Manu, 1987

## Piese de teatru regizate
- Cu ușile închise (Teatrul Național București)
- Adunarea femeilor (Teatrul Tineretului)
- Emigranții (Teatrul Tineretului)
- Regele Lear (Teatrul Tineretului)
- Visul unei nopți de vară (Teatrul Valah Giurgiu)